# 埃及夜鹰
埃及夜鹰（学名：Caprimulgus aegyptius）为夜鹰科夜鹰属的鸟类。在中国大陆，分布于新疆等地。该物种的模式产地在埃及。